# Nord-Ost

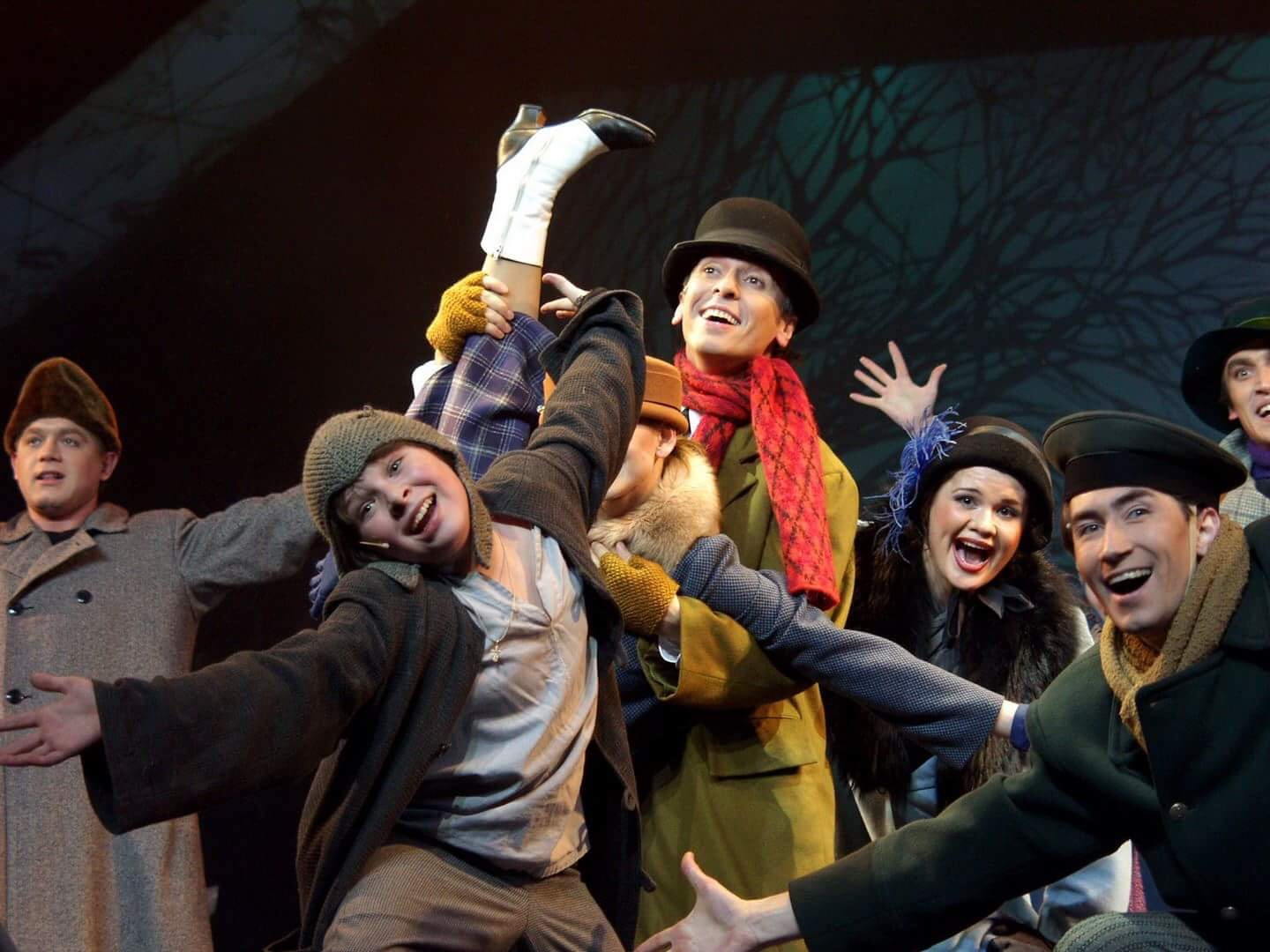
Scène "Brocante" dans la comédie musicale "Nord-Ost"

Nord-Ost (qui signifie en allemand Nord-Est) (Норд-Ост en russe) est une comédie musicale russe adaptée d'après le roman d'aventure Les deux capitaines de Benjamin Kaverine. Elle fut composée et produite en 2001 par le duo Ivasi, Alexeï Ivachtchenko et Gueorgui Vassiliev.
La première eut lieu à Moscou, au théâtre de la Doubrovka, le 19 octobre 2001.
Du 23 octobre au 26 octobre 2002 eut lieu une tragique prise d'otages lors d'une représentation du spectacle devant 850 personnes, dont beaucoup d'enfants et d'adolescents, assaillis par 40 terroristes tchétchènes. 130 personnes moururent, dont dix enfants. Le producteur Gueorgui Vassiliev fut retenu en otage. 17 membres de la troupe furent tués, parmi eux deux enfants de treize ans Kristina Kourbatova et Arseny Kourilenko.

## Distribution
Lors de la première, la distribution fut la suivante :
- Katia Tatarinova : Ekaterina Gousseva (qui était en congé lors de la prise d'otage)
- Sania Grigoriev : Andreï Bogdanov (à la sortie de l'hôpital, après les tragiques événements, il reprit le spectacle en 2003. Il a poursuivi sa carrière dans d'autres comédies musicales)
- Romachov : Oleg Kouznetsov
- Maria Vassilievna : Irina Lindt
- Nikolaï Antonovitch Tatarinov : Youri Mazikhine
- Ivan Pavlovitch Korabliov : Piotr Markine
- Nina Kapitonovna : Elena Kazarinova
- Kira : Youlia Sviridova
- Valka Joukov : Alexeï Rossochansky